# Glenn Doman
Glenn Doman (26 agosto 1919 – 18 maggio 2013) è stato un fisioterapista statunitense.
Insieme a Carl Delacato, ha sviluppato una propria teoria sulla cura dei bambini con lesioni cerebrali, pubblicata nel 1960 sul Journal of the American Medical Association; tale teoria tuttavia è priva di basi e prove scientifiche. Ha poi fondato gli Institutes for the Achievement of Human Potential (Istituti per lo sviluppo del potenziale umano) a Filadelfia, attraverso i quali ha diffuso le proprie idee e i propri metodi, formando i genitori su come applicarli.

## Il metodo Doman
Nel 1974 Doman ha pubblicato il libro What To Do About Your Brain-injured Child ("Che cosa fare per il vostro bambino cerebroleso"), in cui descriveva le idee e le tecniche usate negli Institutes for the Achievement of Human Potential, gli istituti da lui fondati dove vengono applicate le sue teorie. Il sottotitolo del libro, or your Brain-damaged, Mentally Retarded, Mentally Deficient, Cerebral-Palsied, Epileptic, Autistic, Athetoid, Hyperactive, Attention Deficit Disordered, Developmentally Delayed, Down's Child, elenca le molte condizioni considerate "lesioni cerebrali" da Doman: danni cerebrali, ritardi mentali, deficienze, paralisi cerebrali, epilessie, autismo, atetosi, sindrome da deficit di attenzione e iperattività, ritardi nello sviluppo, sindrome di Down.
Secondo il neurochirurgo Temple Fay, il cervello del bambino si evolverebbe attraverso le fasi dello sviluppo dell'evoluzione, da quello del pesce a quello dei rettili ed infine dei mammiferi, ricalcando la cosiddetta "teoria della ricapitolazione" elaborata da Ernst Haeckel, ormai abbandonata dalla biologia. Doman si è comunque ispirato a questi principî, ritenendo che un danno cerebrale bloccherebbe l'"evoluzione" del cervello.
La terapia di Doman si basa sulla teoria della neuroplasticità, ossia la capacità intrinseca del cervello di crescere sia funzionalmente che anatomicamente; secondo Doman la medicina tradizionale tenta di curare i bambini cerebrolesi con farmaci che possono avere effetti collaterali negativi.

### Mancanza di basi scientifiche
Le teorie di Doman sono prive di validazione scientifica: la American Academy of Pediatrics ha lanciato avvertimenti riguardo a tali teorie. Esse si basano su convenzioni superate e costituiscono una estrema semplificazione riguardo allo sviluppo del cervello.
La stessa efficacia del metodo non è supportata da alcuna prova, e il suo uso appare quindi ingiustificato: l'unico documento scientifico pubblicato da Doman, nel 1960, contiene molti errori metodologici ed esagerazioni dei risultati; lo studio non aveva alcun gruppo di controllo, pertanto non era in grado di confrontare i progressi ottenuti con quelli che sarebbero naturalmente avvenuti nei bambini nel tempo, come frutto dell'accrescimento. Quando un gruppo di scienziati indipendenti confrontò i progressi fatti da bambini non trattati con i risultati di Doman, questi ultimi «non apparivano singolarmente rilevanti».

## Sostenitori e collaboratori
Si afferma che Linus Pauling sia sostenitore e collaboratore degli Istituti, in ragione delle sue teorie sulla medicina ortomolecolare. Nel 1978 presentò una relazione sul "miglioramento ortomolecolare di sviluppo umano", in una conferenza sullo sviluppo neurologico umano co-sponsorizzato dalla IAHP e da NASA/Ames Research Center. Nel suo discorso di apertura, elogiò i suoi ospiti per l'alimentazione e le dosi di vitamina C: "Ammiro molto il lavoro che è stato fatto in questi Istituti."

## Gli "Istituti per il raggiungimento del potenziale umano"
Gli Institutes for the Achievement of Human Potential sono stati fondati da Doman nel 1955 a Wyndmoor, un sobborgo di Filadelfia.
Nei primi anni il programma di cura veniva effettuato ricoverando i pazienti presso gli istituti, ma presto si è cominciato a formare i genitori affinché essi facessero svolgere gli esercizi a casa, senza ricovero.